# Fractions
Fractions ist ein Album von Stefan Keune, Dominic Lash und Steve Noble. Die am 26. November 2013 im Vortex Jazz Club in London entstandenen Aufnahmen erschienen 2015 auf NoBusiness Records.

## Hintergrund
Der Saxophonist Stefan Keune, der zuvor mit Musikern wie John Russell, Mats Gustafsson, Paul Lytton und Peter Kowald gearbeitet hatte, spielte bei diesem Auftritt in London mit den beiden britisch Improvisationsmusikern Dominic Lash (Bass) und Steve Noble (Schlagzeug).

## Titelliste
- Stefan Keune, Dominic Lash, Steve Noble: Fractions (NoBusiness Records NBLP 83)[1]

1. Two Far 9:06
2. Cuts 10:28
3. A Find 4:39
4. Lat’s Not 8:01
5. Mélange 12:51

## Rezeption
Der Opener gebe die Vorlage vor, wobei Noble und Lash als Rhythmusgruppe fungierten, wenn auch eine, die die Definition dieses Begriffs auf eine harte Probe stelle, während Keune die narrative Stimme liefere, wenn auch mit einer Geschichte, die sich einem einfachen Verständnis entziehe, schrieb John Sharpe in All About Jazz. Noble und Lash würden ein Gitterwerk aus Coll’arco-Strichen, resonanten Zupf-Beckenschlägen und dichtem Rollen erschaffen, vor dem Keune mit leiser, aber unablässiger Intensität murmele, jaule und stotterte. Tatsächlich gebe Keune auf dem gesamten Album kaum eine Standardtonhöhe ab. Manchmal erinnerten seine erstickten Äußerungen bei „Two Far“ und „Mélange“ an Evan Parker; sein bevorzugter Schachzug sei jedoch die Erforschung übertriebener Quietschgeräusche sowohl auf dem Sopranino- als auch auf dem Tenorsaxophon.
Die Ansicht des deutschen Kritikers Felix Klopotek aufgreifend, dass das Trio die Formation in der freien Musik sein dürfte, in der man einen egalitären Gedanken am besten verwirklichen könne, da es sehr offen und transparent sei, meinte Martin Schray in den Liner Notes des Albums, dass man dies auch über Fractions sagen könnte. Trotz ihrer Disziplin und Kraft sei die Musik frei von Konventionen, das mache sie so außergewöhnlich. Der Mitschnitt sei ein energiegeladener Keil voller ungezügelter Improvisation, schrieb Ken Waxman (JazzWord). Es handle sich um die Art von Klängen, die von Befürwortern wie Verunglimpfern als „Energiemusik“ identifiziert werde, mit ihren Avataren amerikanischer Persönlichkeiten wie Charles Gayle und Albert Ayler oder deutscher Persönlichkeiten wie Peter Brötzmann. Obwohl Keune, Lash und Noble noch nie zuvor zusammen aufgenommen hatten, würden sie sich hier intensiv miteinander verbinden um in voller, schreiender Free-Jazz-Form zu spielen und dabei 45 Minuten lang nicht locker lassen.